# Stepan Sosnowyj
Stepan Mykolajowytsch Sosnowyj (* 23. März 1896 in Risdwjanka, jetzt Sywaske, Russisches Kaiserreich; † 26. März 1961 in Kiew, Ukrainische SSR) war ein ukrainisch-sowjetischer Agronom und Ökonom sowie Autor der ersten umfassenden Studie des Holodomor von 1932 bis 1933 in der Ukraine. 

## Leben
Geboren 1896 in einer Bauernfamilie. Zusammen mit seinem jüngeren Bruder Tymofij (Тимофій) wurde er mit 9 Jahren verwaist. Dank der Erziehungsberechtigten absolvierte er das Charkower Institut für Land- und Forstwirtschaft als Agronom.
In der Zwischenkriegszeit veröffentlichte er mehrere statistische Werke, die sich hauptsächlich mit dem Pachten von Grundstücken in der ukrainischen SSR befassten. Zu Beginn des Jahres 1932 wurde er beschuldigt, „anti-marxistische Vorurteile“ zu haben und „Kulak-Stimmungen zu schüren“, woraufhin er gezwungen war, einen Kündigungsbrief zu schreiben.
In den Jahren 1932–1936 arbeitete er als Agronom im Rajon Jakymiwka in der Oblast Saporischschja. Er war Zeuge des Holodomor und behauptete später, er habe genau zu diesem Zeitpunkt ein antisowjetisches Gefühl entwickelt.
Im September 1941 wurde ihm eine Stelle in Moskau angeboten, doch er lehnte es ab und blieb in Charkow, die kurz danach von den deutschen Truppen besetzt wurde. Zusammen mit ihm blieben zwei seiner Söhne, seine Schwiegermutter und seine kranke Frau da. Ende November 1941 war er arbeitslos. Am 24. November 1941 bekam er eine Stelle in der Landwirtschaftsverwaltung, wo er als Leiter der wirtschaftsstatistischen Abteilung arbeitete. Im Juli 1943 besuchte er im Rahmen einer Delegation von Agronomen aus der Region Charkow Deutschland. Anfang August 1943, während des sowjetischen Angriff auf Charkow, zog seine Frau mit ihren Söhnen Wladimir (1926) und Alexander (1927) nach Kiew. Von dort zogen sie zusammen in die Region Odessa.
Vom 13. September 1942 bis zum 24. Januar 1943 erschienen auf den Seiten der Wochenzeitung "Nowaja Ukraina" (Neue Ukraine) in Charkow fünf Artikel von S. Sosnowyj, die der Analyse der Ereignisse der Kollektivierung und der Hungersnot von 1932 bis 1933 in der Ukraine gewidmet waren. In Artikeln analysierte Sosnowyj den Verstaatlichungsprozess des Agrarsektors in der Ukrainischen SSR und kritisierte die Landwirtschaftspolitik der Bolschewisten. Er merkte an, dass mit einer Reduzierung des Viehbestands in den Jahren der Kollektivierung auch die wirtschaftliche Unabhängigkeit den ukrainischen Bauern entzogen wurde. Bei der Analyse der Rolle der MTS zeigte S. Sosnowyj, dass die Schaffung und Durchsetzung dieser Stationen in der Ukraine tatsächlich zur Entstehung eines staatlichen Agrarmonopols führte. Beim Vergleich der Statistiken mit anderen Jahren, einschließlich der mageren Jahre, glaubte er, dass die Ukraine genug Getreide aus der Ernte von 1932 hatte, um die Bevölkerung und sogar das Vieh zu ernähren. Er merkte an, dass der Plan für die Beschaffung übermäßigen Getreides ein Mörderfaktor für die Bauern war, weil jedes letzte Getreide beschlagnahmt war, um den Plan zu erledigen. Dank der Verwendung der Volkszählungsdaten der Einwohner der sowjetischen Ukraine aus dem Jahr 1926 und einer Reihe offener statistischer und wirtschaftlicher Sammlungen aus den 1930er Jahren war Sosnowyj der erste ukrainische Wissenschaftler, der versuchte, die Zahl der Opfer der Hungersnot näherungsweise zu berechnen.
In 1943–1944 wurde sein Artikel „Die Wahrheit über die Hungersnot 1932–1933 in Ukraine“ in einigen anderen Zeitungen in den besetzten Gebieten nachgedruckt.
Sein jüngerer Bruder Timofei (gest. 1983), ein Mitglied der OUN-M, wanderte ins Ausland (Deutschland und später USA) aus, wo er anfing zu lehren und zur Verbreitung der Forschungen seines Bruders beitrug. Am 2. und 5. Februar 1950 wurde die Studie von Stepan Sosnowyj von der Auswandererzeitung "Ukrainski Wisti" (dt. Ukrainische Nachrichten) nachgedruckt, die in der deutschen Stadt Neu-Ulm für Vertriebene ukrainischer Herkunft erschien. Im gleichen Jahr kam ein Artikel von S. Sosnowyj über die Hungersnot von 1932 bis 1933 als separate Broschüre heraus und erschien 1953 in englischer Übersetzung im ersten Band der Dokumentensammlung "The Black Deeds of the Kremlin", zusammen mit anderen Beweisen für die Massenvernichtung der ukrainischen Bauern in den späten 1920er und frühen 1930er Jahren.

## Nachkriegszeit
Nach dem Krieg arbeitete er als Agronom und Ökonom, ohne seinen Vor- und Nachnamen zu verbergen. Am 21. Februar 1950 wurde er von Mitarbeitern des ukrainischen Staatssicherheitsministeriums verhaftet, da seine ehemalige Mitarbeiter von Charkow gegen ihn aussagten. Er wurde zu 25 Jahren Haft in Zwangsarbeitslagern verurteilt, mit 5 Jahren Verlust der Rechte und vollständiger Einziehung von Eigentum. Er verbrachte sechs Jahre in einem Lager in der Nähe des Bahnhofs Scheksna in der Oblast Wologda. Nach seiner Freilassung erlitt er eine Behinderung und ließ sich im Dorf Pawlowka im Rajon Arzys in der Oblast Odessa nieder. Zu dieser Zeit war seine Frau Maria Derbek gestorben. Im Jahr 1956, im Alter von 62 Jahren, verheiratete sich Stepan Sosnowyj ein zweites Mal mit Euphrosyne Poremska. Bald zog das Paar zusammen mit einem der Söhne von Stepan Sosnowyj nach Kiew. Durch einen Beschluss des Obersten Rates der RSFSR vom 11. April 1958 wurde der Rechtsverlust in Bezug auf ihn aufgehoben und das Strafregister gelöscht. Er starb am 26. März 1961 im 66. Lebensjahr.

## Artikel
- Sosnovy, S. «The Truth about the Famine» in Semen Pidhainy, ed., The Black Deeds of the Kremlin: A White Book, vol. 1 (Ukrainian Association of Victims of Russian Communist Terror: Toronto, 1953): 222–225.